# Sola Optical
Sola Optical est une société australienne qui conçoit, fabrique et commercialise des verres correcteurs. La société est basée à Lonsdale (en) et fait partie de la Division Vision de Carl Zeiss, en Allemagne depuis le 22 mars 2005.
Sola a été l'un des deux pionniers à s'intéresser au milieu des années 1950 à un nouveau matériau organique, développé par la société PPG et appelé CR-39 (en), et à l'appliquer à la fabrication des verres correcteurs. La marque est toujours présente sur les cinq continents. Ses activités sont essentiellement axées sur la recherche et le développement de géométries progressives et des traitements sous vide. 

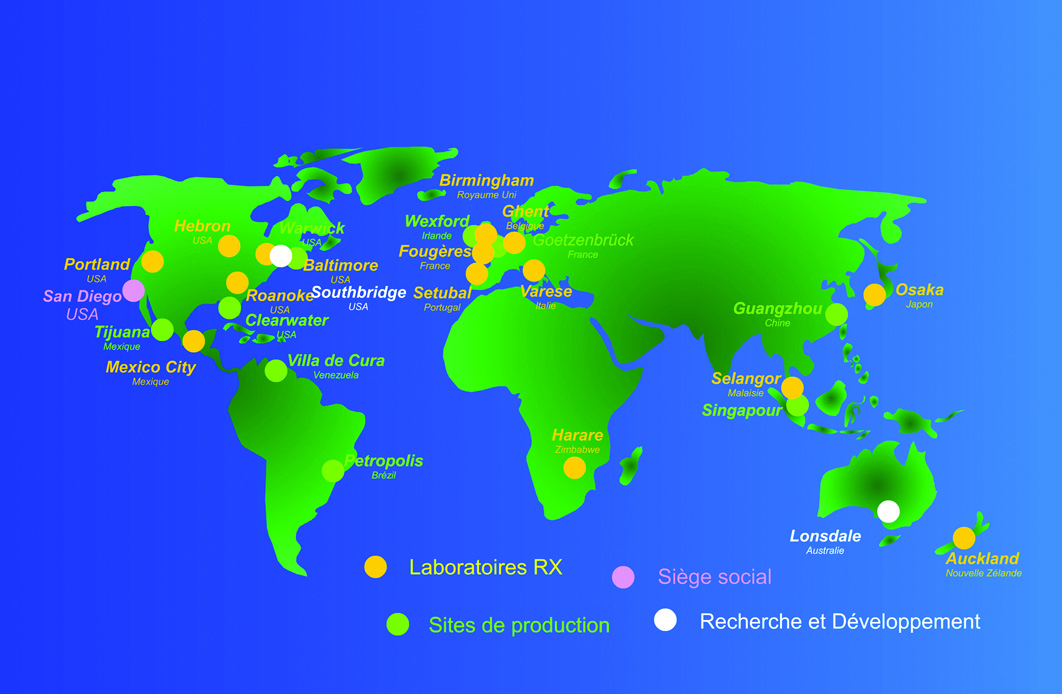
Localisation des sites de production, logistique et R&D de Sola Optical en 2004

## Histoire

### 1908-1959: Pank & Laubman
Harold George Pank et Charles Wilhelm Laubman (en), deux optométristes, s'associent pour monter un magasin d'optique mais ils se déplacent aussi dans les bourgades d'Australie-Méridionale pour faire des examens de vue et réaliser des équipements optiques. En 1918, ils mettent au point le verre double-foyer fusionné en un seul verre. 
En 1927, les deux associés vont suivre des cours d'optométrie et d'optique ophtalmique à l'université Friedrich-Schiller d'Iéna. Pendant leur séjour européen ils visitent également deux fabricants de verres correcteurs aux États-Unis: Bausch & Lomb et American Optical. 
L'entreprise se lance alors dans la fabrication industrielle de verres bifocaux, mais aussi d'instruments pour l'optométrie. En 1947, Charles Laubman, David L. Pank Jr, fils des fondateurs et Donald Schultz (1910-1987), neveu de Laubman et optométriste, prennent des intérêts dans la société. En 1953, l'entreprise est le premier laboratoire en Australie à utiliser la technologie sous vide pour les surfaces optiques. 
Au milieu des années 1950, Donald Schultz s’intéresse à un nouveau matériau plastique, utilisé pendant la Seconde Guerre mondiale par les américains comme revêtement des réservoirs de carburant des avions. Ce matériau appelé CR 39 (Columbia Resin Batch n°39) et inventé par la Pittsburg Plate Glass Company (PPG Industries) a d'excellentes propriétés optiques et une bonne résistance à l'abrasion.
Laubman et Pank créent SOLA (Scientific Optical Laboratories of Australia Ltd) en 1959 et poursuivent leurs recherches sur les applications commerciales du CR 39 avec dix salariés.

### 1960-1979: les débuts de Sola
La société se développe à l'international sous l'impulsion de Noel Roscrow, au Japon, en Grande-Bretagne, en Italie (director Franco Gaslini) , en Inde, etc. en fabriquant des palets de verres semi-finis, soit bifocaux soit unifocaux, avec ce nouveau matériau. Elle ouvre une usine en 1968 au Japon, en 1975 au Brésil et à Sunnyvale aux États-Unis puis en 1978 en Irlande.

### 1980-1989: une croissance internationale
David Leon Pank dirige Sola quand Pilkington PLC achète la compagnie en 1980. Les ventes passent de quarante millions de dollars en 1981 à cent millions en 1986.  C'est en 1984 que l'entreprise commercialise son premier verre progressif Sola Graduate, suivi trois ans après par le Sola XL. Le département Recherche et Développement est installé à Adélaide et compte pas moins de 300 chercheurs.
Cette même année 1987 Pilkington PLC achète Revlon VisionCare et fusionne leurs activités dans le domaine optique avec celles de Sola. Le siège social est alors transféré d'Australie à Menlo Park en Californie.

### 1990-1999: une forte présence en Europe
Sola crée en 1990 une filiale en France pour développer les activités en Belgique, Espagne, Portugal, Allemagne et Luxembourg en se basant sur son site de production situé à Goetzenbruck en Moselle, racheté à IOS SA en 1981. Le matériau organique représente alors sur le marché mondial plus de 60 % des ventes. En 1992 les ventes dépassent les deux-cent-cinquante millions de dollars.
En 1993 le groupe d'Investisseurs AEA Investors Inc rachète Sola au groupe Pilkington. Un an plus tard, Sola lance Spectralite, nouveau matériau organique. Le site de production de Tijuana au Mexique fabrique alors 250 000 verres chaque jour en matériau CR 39.
En 1996 Sola International Inc rachète la division « Ophtalmics Lens » d'American Optical pour cent millions de dollars et la rebaptise AO Lens Company. Le verre progressif Sola Percepta en 1996 est le premier verre « Design by Prescription » préfigurant l'individualisation des surfaces progressives. Il sera suivi du SolaMax commercialisé en 1998, puis du Sola Access, verre spécialisé pour le travail de bureau.

### 2000 - 2005: les nouvelles technologies
Les chercheurs mettent au point une nouvelle géométrie progressive SolaOne et inventent le concept de R.M.S. (Root Mean Square) qui simule les perceptions visuelles perçues par le porteur. En 2004 la société commercialise pour la première fois au monde i.Pilot, logiciel téléchargeable sur un PDA, qui permet de sélectionner le meilleur verre selon les activités du porteur.
Le 22 mars 2005, Carl Zeiss Vision voit le jour sous la forme d'un joint venture 50/50 % entre Carl Zeiss et le fonds d'investissement EQT, propriétaire de Sola. Elle compte 65 sites de fabrication dans le monde, et deux centres de Recherche et de Développement en Allemagne et en Australie. En décembre 2010 le groupe Carl Zeiss devient le seul et unique actionnaire de Carl Zeiss Vision en rachetant les parts du fonds d'investissement EQT.